# Università statale dell'Iowa
L'Università statale dell'Iowa (o Iowa State University) è un'università statunitense pubblica con sede ad Ames, nell'Iowa.

## Storia
L'università fu fondata il 22 marzo 1858 come Iowa Agricultural College and Model Farm, nel 1898 divenne Iowa State College of Agriculture and Mechanic Arts fino ad assumere la denominazione attuale nel 1959 (anche se il nome completo sarebbe Iowa State University of Science and Technology ma viene usata la forma abbreviata anche negli atti ufficiali).

L'ateneo è conosciuto anche per il VEISHEA, un festival settimanale (la cui prima edizione si è tenuta nel 1922) in cui vengono presentati progetti ed idee relative a svariati materie universitarie.

## Sport
I Cyclones, che fanno parte della NCAA Division I, sono affiliati alla Big 12 Conference. La pallacanestro e il football americano sono gli sport principali, le partite interne vengono giocate al Jack Trice Stadium e indoor all'Hilton Coliseum.

### Pallacanestro
Iowa State è uno dei college più rappresentativi nella pallacanestro collegiale con la squadra di pallacanestro maschile degli Iowa State Cyclones , conta 17 apparizioni nella post-season, il miglior risultato sono le Final Four raggiunte nel torneo del 1944.